# Campionati del mondo di ciclocross 2012 - Gara maschile Elite
La gara maschile Elite dei Campionati del mondo di ciclocross 2012, sessantatreesima edizione della prova, si svolse il 29 gennaio 2012 con partenza ed arrivo da Koksijde, in Belgio, su un percorso totale di 29,44 km. La vittoria fu appannaggio del belga Niels Albert, il quale terminò la gara in 1h06'07", precedendo i connazionali Rob Peeters e il belga Kevin Pauwels.
Partenza con 59 ciclisti, dei quali 24 portarono a termine la competizione.

## Squadre partecipanti
| N. atleti | Cod. | Squadra       |
| --------- | ---- | ------------- |
| 1         | AUS  | Australia     |
| 3         | AUT  | Austria       |
| 7         | BEL  | Belgio        |
| 1         | CAN  | Canada        |
| 6         | CZE  | Rep. Ceca     |
| 5         | FRA  | Francia       |
| 4         | GER  | Germania      |
| 1         | GBR  | Gran Bretagna |
| 4         | ITA  | Italia        |
| 2         | JPN  | Giappone      |

| N. atleti | Cod. | Squadra     |
| --------- | ---- | ----------- |
| 2         | LUX  | Lussemburgo |
| 5         | NLD  | Paesi Bassi |
| 1         | NOR  | Norvegia    |
| 1         | POL  | Polonia     |
| 2         | SVK  | Slovacchia  |
| 4         | ESP  | Spagna      |
| 1         | SWE  | Svezia      |
| 4         | SUI  | Svizzera    |
| 5         | USA  | Stati Uniti |

## Ordine d'arrivo (Top 10)
| Pos. | Corridore         | Squadra   | Tempo    |
| ---- | ----------------- | --------- | -------- |
| 1    | Niels Albert      | Belgio    | 1h06'07" |
| 2    | Rob Peeters       | Belgio    | a 24"    |
| 3    | Kevin Pauwels     | Belgio    | a 30"    |
| 4    | Tom Meeusen       | Belgio    | a 34"    |
| 5    | Bart Aernouts     | Belgio    | a 35"    |
| 6    | Klaas Vantornout  | Belgio    | a 1'09"  |
| 7    | Sven Nys          | Belgio    | a 1'11"  |
| 8    | Radomír Šimůnek   | Rep. Ceca | a 2'15"  |
| 9    | Philipp Walsleben | Germania  | a 2'24"  |
| 10   | Simon Zahner      | Svizzera  | a 2'31"  |